# Propulsion nucléaire navale

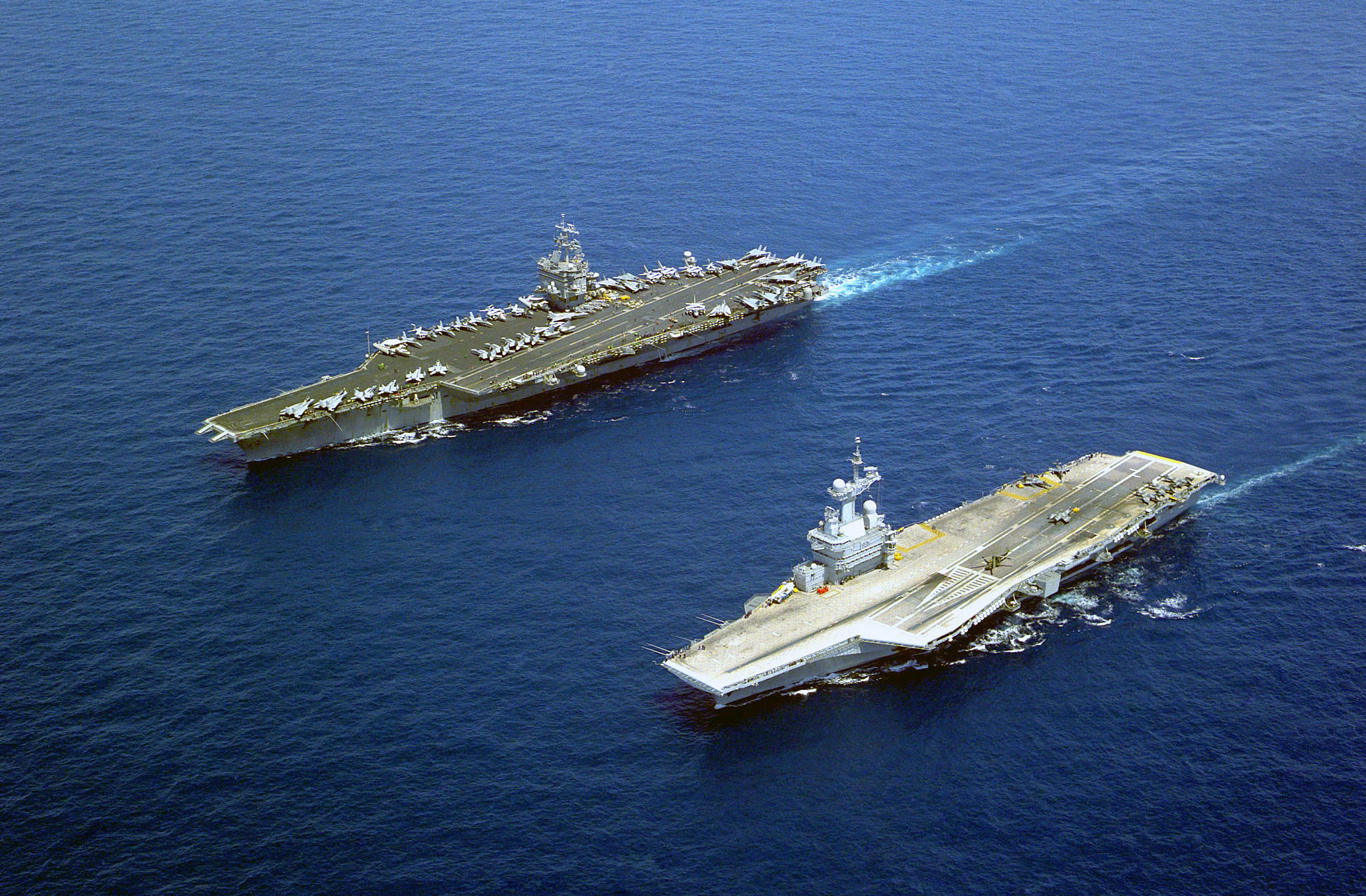
Le porte-avions à propulsion nucléaire, et le seul navire de ce type non-américain, le français Charles de Gaulle.

La propulsion nucléaire navale ou propulsion nucléaire maritime est un type de propulsion des sous-marins et navires de surface, équipés d'un ou plusieurs réacteurs nucléaires produisant de la chaleur transformant de l'eau en vapeur pour entraîner une turbine à vapeur couplée directement à l'hélice ou par l'intermédiaire d'un ensemble électrique.

## Histoire

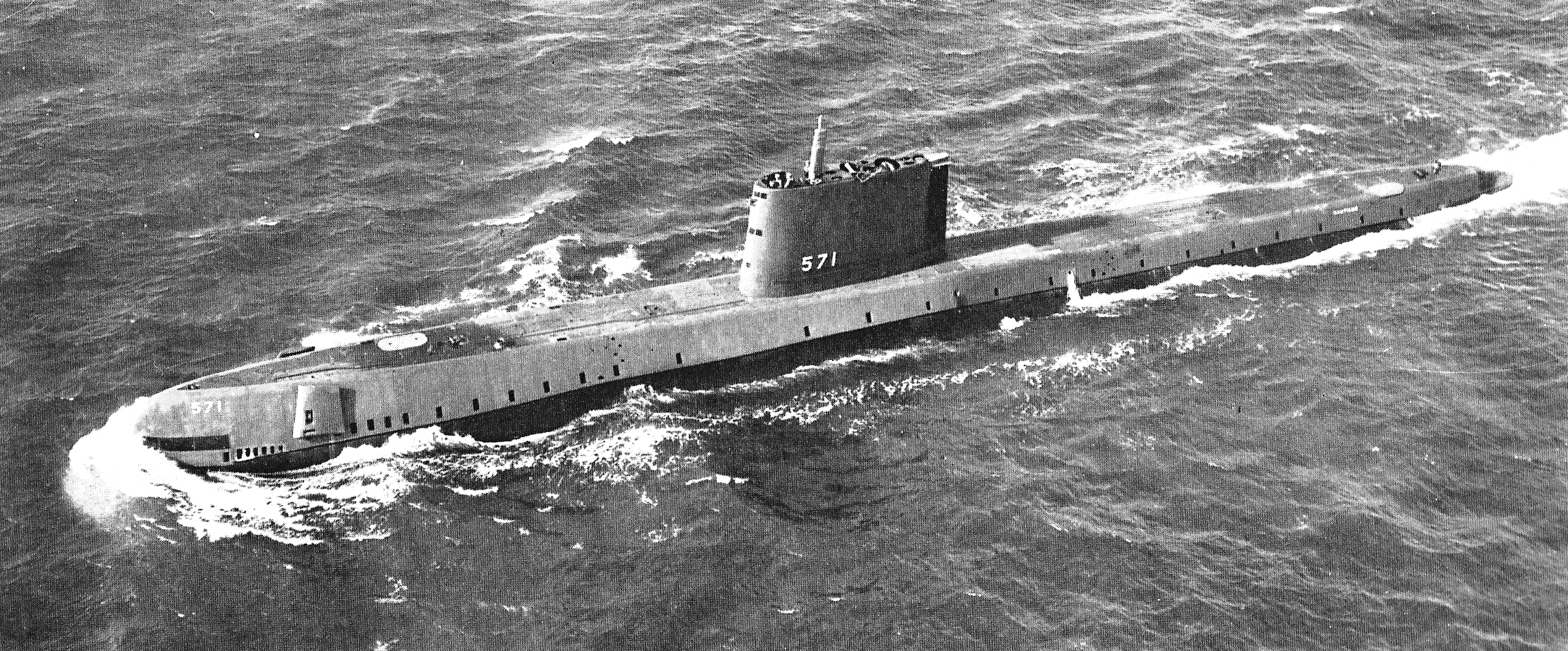
1re sortie en mer du, 20 janvier 1955.

La technologie américaine fut la première à aboutir avec le Nautilus mis en service en 1955, et fut partagée avec le Royaume-Uni pour le Dreadnought mis en service en 1963.
L'URSS et la France réalisèrent des développements séparés.
L'Allemagne de l’Ouest et le Japon développèrent des prototypes uniques de cargo sans lendemain.
Ce fut ensuite le tour de la Chine, puis récemment, de l'Inde, aidée par l'URSS.
Dans les années 2010, deux autres pays ont des programmes concrets soumis à des aléas budgétaires, l'Argentine et le Brésil, et d'autres l'ont étudié dont l’Italie.

### Développements américains et premier sous-marin nucléaire (1955)

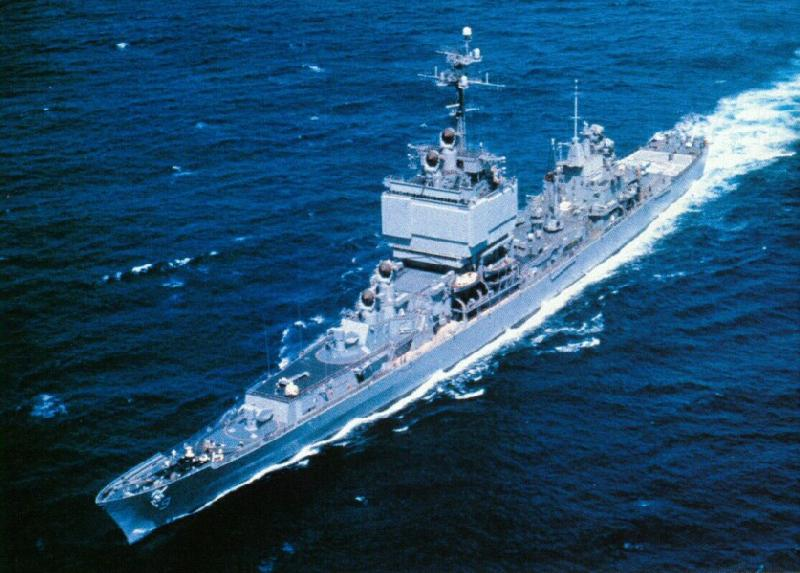
Le USS Long Beach (CGN-9).

La conception, le développement et la production de réacteurs nucléaires de propulsion navale débuta dans les années 1940 aux États-Unis sous la direction de l'amiral Hyman Rickover. Le premier réacteur de test fut démarré en 1953, et deux ans plus tard en 1955, le premier sous-marin nucléaire, l'USS Nautilus (SSN-571), fut mis à la mer. Une grande partie des premiers développements sur les réacteurs navals furent réalisés au Naval Reactors Facility (en) américain du Laboratoire national de l'Idaho.
Ceci marqua la transition des sous-marins entre les lents bâtiments sous-marins qui existaient jusqu'alors et les navires de guerre capables de maintenir une vitesse de croisière de 20/25 nœuds tout en restant sous l'eau pendant de nombreuses semaines.
Le succès du sous-marin USS Nautilus conduisit au développement parallèle d'une nouvelle classe de sous-marins américains, la classe Skate, équipée d'un seul réacteur, et un croiseur, le USS Long Beach (CGN-9), mis en service en 1961, équipé de deux réacteurs C1W qui fut le 1er bâtiment de guerre de surface à propulsion nucléaire au monde.
Il fut rejoint par le porte-avions USS Enterprise (CVN-65), équipé de huit réacteurs en 1960, mis en service de la fin de 1961 jusqu'au 1er décembre 2012, avec lequel il forma la Task Force 1 qui était composée uniquement de navires à propulsion nucléaire pour l'opération Sea Orbit. Lors de la reclassification des navires de l'United States Navy en 1975, les destroyers à propulsion nucléaire sont qualifiés de croiseurs.
En 1962, l'US Navy comptait 26 sous-marins opérationnels et 30 en construction. L'énergie nucléaire avait dès lors révolutionné la marine américaine.
Aux États-Unis, après les sous-marins américains de la classe Skate, le développement de réacteurs continua et une série unique de modèles normalisés fut construite à la fois par Westinghouse et General Electric, un réacteur de chaque fabricant équipant chaque navire bi-réacteur.
Rolls Royce construisit des modèles similaires, puis la Royal Navy développa un modèle plus évolué, le PWR-2 (« Pressurized Water Reactor » 2, Réacteur à eau pressurisée).
Le plus petit submersible à propulsion nucléaire, le NR-1, fut construit à la fin des années 1960.
Depuis les années 2000, une nouvelle génération, le réacteur A1B est développé pour les porte-avions entrant en service à partir de 2015. Les cœurs de ces réacteurs nucléaires ont une durée de vie égale à celle du navire, ce qui évitera de les changer au cours de sa carrière.

### Développements russes et premier navire de surface nucléaire, civil (1957)
L'URSS a détenu la prédominance mondiale pour le nombre de navires à propulsion nucléaire construits, à savoir quelque 250 sous-marins, cinq bâtiments de guerre de surface, dont plusieurs croiseurs lance-missiles et huit brise-glaces soit environ 900 réacteurs.
Le Lénine, brise-glace soviétique mis en service en 1957 fut à la fois le premier navire civil à propulsion nucléaire et le premier navire de surface à propulsion nucléaire. La construction d'un porte-avions à propulsion nucléaire, le Oulianovsk, commencée en novembre 1988 fut abandonnée à la dislocation de l'URSS.
Lancé en 1952 par Staline, le projet de sous-marins à propulsion nucléaire pour la marine soviétique déboucha sur la mise en service du sous-marin nucléaire d'attaque K-3, du projet 627, Classe November pour l'OTAN, qui navigua pour la première fois sur propulsion nucléaire en 1958 et fut mis en service en 1959. Il fut suivi par le SNLE K-19, du projet 658, classe Hotel pour l'OTAN, mis en service en 1961 et tristement célèbre par ses nombreux accidents.
Les plus gros sous-marins nucléaires jamais construits sont les 25 000 tonnes russes de la classe Typhoon, mis en service à partir de 1981.

### Développements français

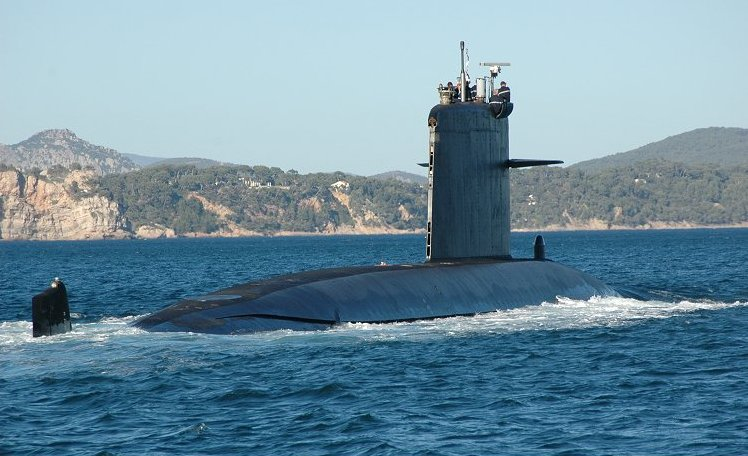
Le SNA Saphir (S602) français de la classe Rubis.

Ne disposant pas d'uranium enrichi, la France lance en 1955 un premier projet de sous-marin nucléaire à l'uranium naturel et à l'eau lourde, le Q 244, et met sur pied pour la formation de ses militaires l'École des applications militaires de l'énergie atomique en 1956. Elle doit l'abandonner en 1958 en raison de problèmes techniques insurmontables, une telle technologie n'ayant encore, en 2023, jamais pu être mise au point au monde. En effet, si l'eau lourde, qui manque alors à la France, est un problème techniquement gérable, le réacteur atteint un poids excessif de 21 tonnes. En 1959, tirant les leçons de cet échec, la France mit sur pied le programme destiné à contrôler l'ensemble de la conception et de la réalisation de sous-marins à propulsion nucléaire qui prit le nom de Cœlacanthe en 1962.
Vers 1960, les États-Unis fournissent à la France une première charge d'uranium enrichi, à condition qu'elle soit réservée à un usage de recherche, pour le « Prototype à terre » (PAT), construit à Cadarache par le département de construction des piles du CEA (devenu Technicatome en 1972, puis Areva TA en 2006, puis TechnicAtome en 2017). La pile Azur, maquette critique en piscine (réacteur de puissance quasi nulle) du PAT, diverge le 9 avril 1962. Le PAT fonctionna à Cadarache à partir de 1964,.
En 1971 fut lancé Le Redoutable, premier SNLE français.
En 1974, la « Chaufferie avancée prototype » (CAP) prend le relais du PAT et permet de valider un nouveau concept de réacteurs nucléaires compacts ― modèle K48 ― destinés aux sous-marins nucléaire d'attaque de la classe Rubis. Elle est arrêtée en 1987. Son successeur de 1989 à 2015 est le « Réacteur de nouvelle génération » (RNG), qui valide les réacteurs K15. En 2018, le « Réacteur d'essais à terre » (RES) entre en service à son tour pour le développement des modèles suivants tel le K22 du Porte-avions de nouvelle génération (PANG).
Le SNA Rubis, opérationnel entre 1983 et 2022, et les autres de la même classe, étaient les sous-marins nucléaires d'attaque les plus compacts au monde.
Il faut 55 officiers mariniers atomiciens pour s'occuper de la salle des machines du porte-avions Charles de Gaulle et une vingtaine pour celle des SNLE de la classe Le Triomphant.

## Le réacteur nucléaire naval

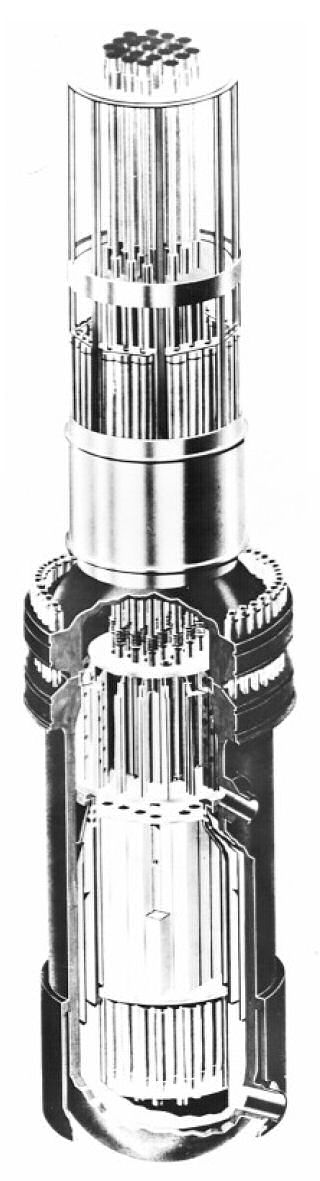
Le réacteur à eau pressurisée du cargo américain NS Savannah.

### Principe

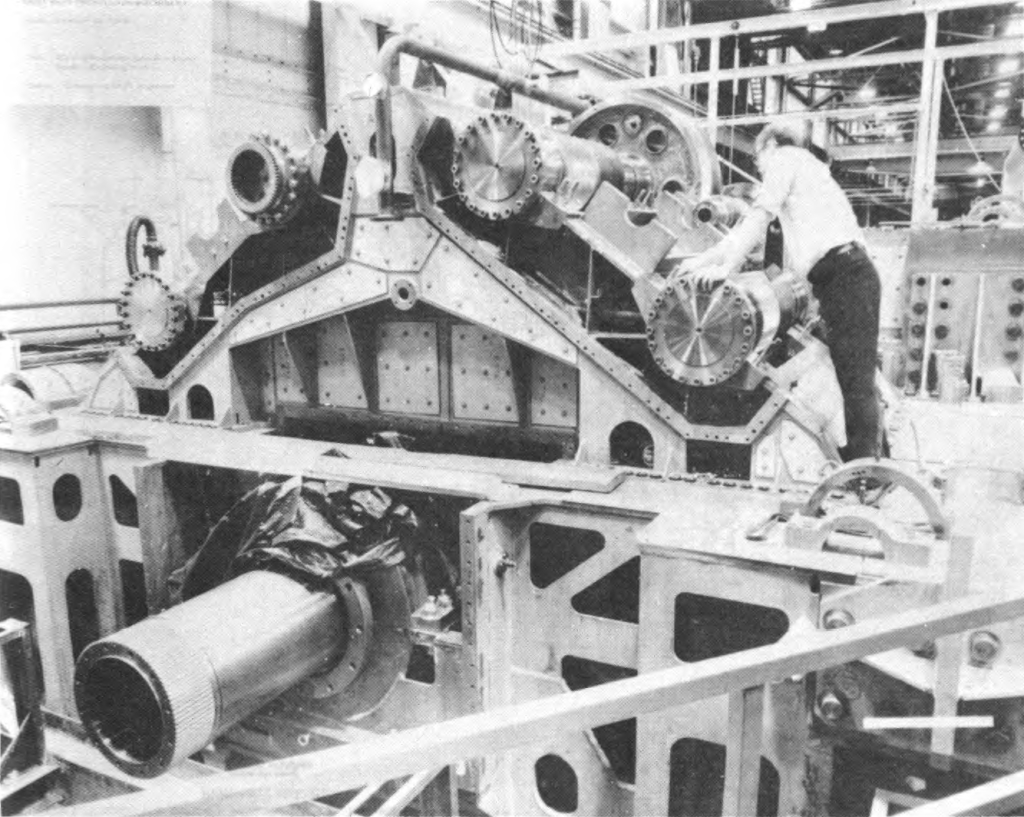
Assemblage des turbines du USS Ohio (SSGN-726) en 1975 dans l'usine de River Works de General Electric.

Les bâtiments à propulsion nucléaire utilisent un ou plusieurs réacteurs nucléaires. La chaleur produite est transmise à un fluide caloporteur utilisé pour générer de la vapeur d’eau actionnant :
- des turbines couplées aux hélices de propulsion (propulsion à vapeur) ;
- des turbines couplées à des alternateurs alimentant en énergie électrique tout le bâtiment, et éventuellement des moteurs électriques de propulsion (propulsion électrique).

### Technologie
Les réacteurs nucléaires navals sont majoritairement de type réacteur à eau pressurisée et diffèrent des réacteurs commerciaux produisant de l'électricité en cela que :
- ils ont une plus grande densité de puissance dans un petit volume ; certains fonctionnent avec de l'uranium faiblement enrichi (nécessitant des ravitaillements en combustible fréquents), d'autres fonctionnent avec de l'uranium hautement enrichi (plus de 20 % d’uranium 235, de 21 à 45 % dans les sous-marins soviétiques, plus de 96 % dans les sous-marins américains[11] et n'ont pas besoin d'être réapprovisionnés aussi souvent tout en étant plus silencieux en opération du fait de leur cœur plus petit[12] ;
- le combustible peut être soit de l'UO2 (dioxyde d'uranium) proche de celui utilisé dans les centrales civiles avec des enrichissements inférieurs à 20 % soit un alliage métallique zirconium-métal (environ 15 % U enrichi à 93 %, ou davantage d'uranium à moindre enrichissement) ;
- la conception de ces réacteurs permet d'avoir un caisson résistant de réacteur compact tout en préservant la sûreté nucléaire.

Outre l'eau sous pression, deux autres filières de réacteurs au moins ont été historiquement mises en œuvre par les États-Unis (filière Sodium) et la Russie (URSS) (filière Plomb-Bismuth) puis abandonnées. Les avantages qu'elles présentent en matière de performances (densité de puissance et énergie) ne contrebalancent pas la simplicité d'exploitation de la filière eau sous pression.

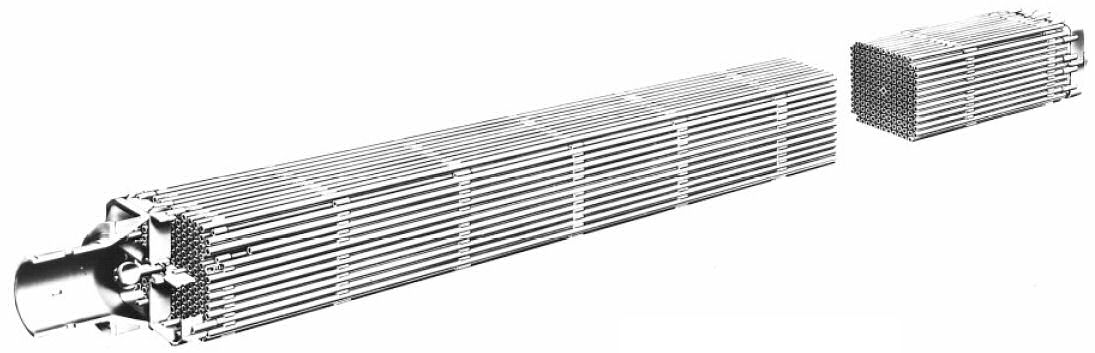
Élément de combustible pour le réacteur du cargo nucléaire NS Savannah. L'élément contient quatre groupes de 41 barres de combustible. L'uranium utilisé était enrichi entre 4,2 et 4,6 %.

La longue vie du cœur est obtenue par le relativement haut enrichissement de l'uranium et par l'incorporation d'un poison consommable dans le cœur qui s'appauvrit progressivement au fur et à mesure que les produits de fission et les actinides minoritaires s'accumulent, conduisant à une efficacité réduite du combustible. Les deux effets se compensent. L'une des difficultés techniques est la création d'un combustible qui tolérera la très grande quantité de dommages dus aux radiations. Il est connu qu'au cours de l'utilisation les propriétés du combustible nucléaire changent. Il est très possible que le combustible se rompe et que des bulles de gaz issues de la fission nucléaire se forment.
L'intégrité à long terme du caisson résistant de réacteur est maintenue en installant un bouclier à neutrons interne (au contraire des premiers modèles de réacteurs à eau pressurisée civils soviétiques pour lesquels de la fragilisation se produit du fait du bombardement neutronique sur un caisson résistant de réacteur très étroit).
La puissance des réacteurs atteint jusqu'à 550 MW dans les sous-marins les plus gros et les navires de surfaces. Les sous-marins français de la classe Rubis ont un réacteur de 48 MW qui nécessite un réapprovisionnement en combustible tous les 7 ans.
Les marines de guerre russe, américaine et britannique utilisent une propulsion à turbine à vapeur, tandis que les marines française et chinoise utilisent les turbines pour générer l'électricité pour la propulsion (propulsion turbo-électrique). La plupart des sous-marins russes ainsi que la majorité des porte-avions américains depuis la classe du USS Enterprise (CVN-65) sont propulsés par deux réacteurs (bien que l'Enterprise l'était par huit). Les sous-marins américains, britanniques, français et chinois ne sont propulsés que par un seul.
Le démantèlement des sous-marins à propulsion nucléaire est devenue une tâche majeure pour les marines américaine et russe. Après la dépose du combustible, la pratique américaine est de couper le compartiment de réacteur du navire pour l'enterrer peu profondément en tant que déchets à faible niveau de radioactivité. En Russie, les navires entiers, ou les compartiments de réacteur scellés, restent typiquement entreposés flottants, même si une installation terrestre pour l'entreposage à long terme de 150 compartiments de réacteur dans la baie de Saïda, dans le grand Nord, a désormais été mise en service, en juillet 2006.

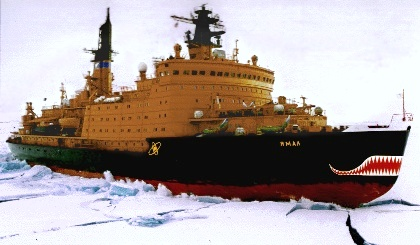
Le Yamal, brise-glace à propulsion nucléaire russe.

### Bénéfices de cette technologie
Cette énergie apporte :

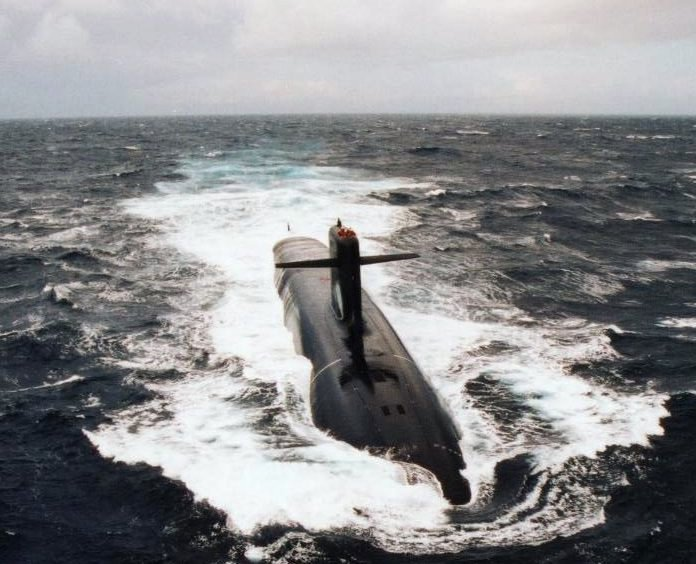
Le SNLE-NG Le Téméraire, de la force océanique stratégique française.

- Une très grande autonomie permettant d’éviter en opérations la contrainte du ravitaillement en combustible (retour à un port ou ravitaillement à la mer).
- Un espace accru pour la cargaison. Sur les porte-avions, l’espace libéré par l’absence de soute à combustible, permet de consacrer plus de volume au stockage du carburant et des munitions des aéronefs.
- Une puissance considérable permettant par exemple d’accroître la vitesse de transit ou la force d'un brise-glace.
- Pour les sous-marins, une propulsion totalement indépendante de l’atmosphère.
  - Alors que les sous-marins classiques sont contraints de remonter en surface (ou à l’immersion périscopique en utilisant un schnorchel) pour alimenter les moteurs Diesel en air (oxygène) et, ainsi recharger leurs batteries électriques, après quelques dizaines d’heures de plongée aux moteurs électriques (quelques jours pour ceux dotés de propulsion AIP), les rendant ainsi détectables et vulnérables, les sous-marins à propulsion nucléaire peuvent rester plusieurs mois en plongée, préservant ainsi leur discrétion.
  - Ils peuvent accélérer et soutenir dans la durée des vitesses importantes en plongée qu’un sous-marin classique ne pourrait maintenir plus de quelques dizaines de minutes sans entièrement décharger ses batteries.

Les avantages stratégiques et tactiques de la propulsion nucléaire vont bien au-delà des avantages listés : elle transcende les capacités du bâtiment. Lors des essais du Nautilus puis du Seawolf, l'US Navy est stupéfaite par les performances tactiques de ses deux premiers prototypes de sous-marins nucléaire d'attaque :
« Les premiers essais, en janvier 1955, dépassent les prévisions les plus optimistes. Le Nautilus échappe facilement au groupe du porte-avions anti-sous-marin qui le traque et aux torpilles qui sont tirées sur lui. Les évaluations opérationnelles concluent qu'un sous-marin nucléaire d'attaque pourrait détruire huit bâtiments de surface, dont le porte-avions, avant d'être lui-même neutralisé. Entre 1955 et 1957, le Nautilus subit plus de cinq mille attaques et n'est « détruit » qu'à trois reprises. Ses chance de survie sont cent fois supérieures à celles d'un bâtiment conventionnel.[…] Ces remarquables résultats justifient l'abandon immédiat de la construction des sous-marins conventionnels, nonobstant le coût trois fois supérieur d'un sous-marin nucléaire.[…]

Le Seawolf va néanmoins être confronté au Nautilus dans des essais destinés à évaluer les performances d'un sous-marin nucléaire contre un autre sous-marin nucléaire. Ils semblent impuissants l'un contre l'autre. À grande vitesse ils se détectent de loin mais la portée insuffisante des torpilles interdit l'engagement. À faible vitesse, ils se détectent à courte distance mais peuvent s'échapper avant que la direction de lancement des torpilles ait pu calculer une solution de tir. Le risque de se torpiller soi-même n'est pas nul si le sous-marin monte en vitesse pour chasser son congénère. »
— J.-M. Mathey & A. Sheldon-Duplaix, Histoire des sous-marins ; des origines à nos jours
La propulsion nucléaire apporte donc aux sous-marins un avantage déterminant, au point que l’on peut qualifier les sous-marins classiques de simples submersibles.

## Applications militaires et civiles

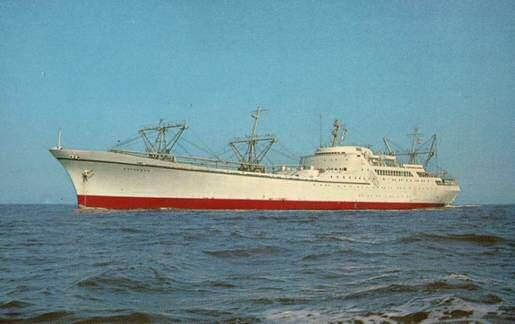
Le NS Savannah américain.

Environ 400 navires à propulsion nucléaire ont été construits dans le monde, très majoritairement militaires, surtout des sous-marins, mais aussi des porte-avions et des croiseurs, et quelques navires civils, essentiellement des brise-glaces.

### Quantification des navires civils
Des cargos nucléaires ont été expérimentés dans les années 1960 et 1970 mais leur exploitation ne s’est pas avérée rentable et ces expériences ont été abandonnées. Il s'agit de :
| Nom         | Pavillon   | Déplacement (t) | Puissance (MW) | Mise en service | Retrait                    |
| ----------- | ---------- | --------------- | -------------- | --------------- | -------------------------- |
| NS Savannah | États-Unis | 20 000          | 74             | 1962            | 1972                       |
| Otto Hahn   | Allemagne  | 26 200          | 8,09           | 1968            | diésélisé en 1979          |
| Mutsu       | Japon      | 8 242           | 36             | 1972            | diésélisé à partir de 1992 |
| Sevmorput   | Russie     | 61 880          | 135            | 1988            | en service (2022)          |

Les coûts d’investissement et d’exploitation (formation d’équipages très qualifiés, charges salariales et frais d’assurance) de la propulsion nucléaire ne la rendent véritablement intéressante que pour un usage militaire et particulièrement pour les sous-marins et les porte-avions (gain de place pour le kérosène des aéronefs) ainsi que pour les brise-glaces pour lesquels l'énergie nucléaire est une bonne réponse aux importants besoins de puissance conjugués aux difficultés de ravitaillement au milieu des glaces.
Il faut également prendre en compte les difficultés particulières d'accès aux ports liées à la propulsion nucléaire dont les navires sont assimilés à des navires transportant des matières dangereuses (les refus d'accès de l'Otto Hahn dans certains ports lui interdisait de fait d’assurer le transport de marchandises sur les lignes les plus rentables), ainsi que l'hostilité de certaines opinions publiques, comme celle qui au Japon gêna le Mutsu.

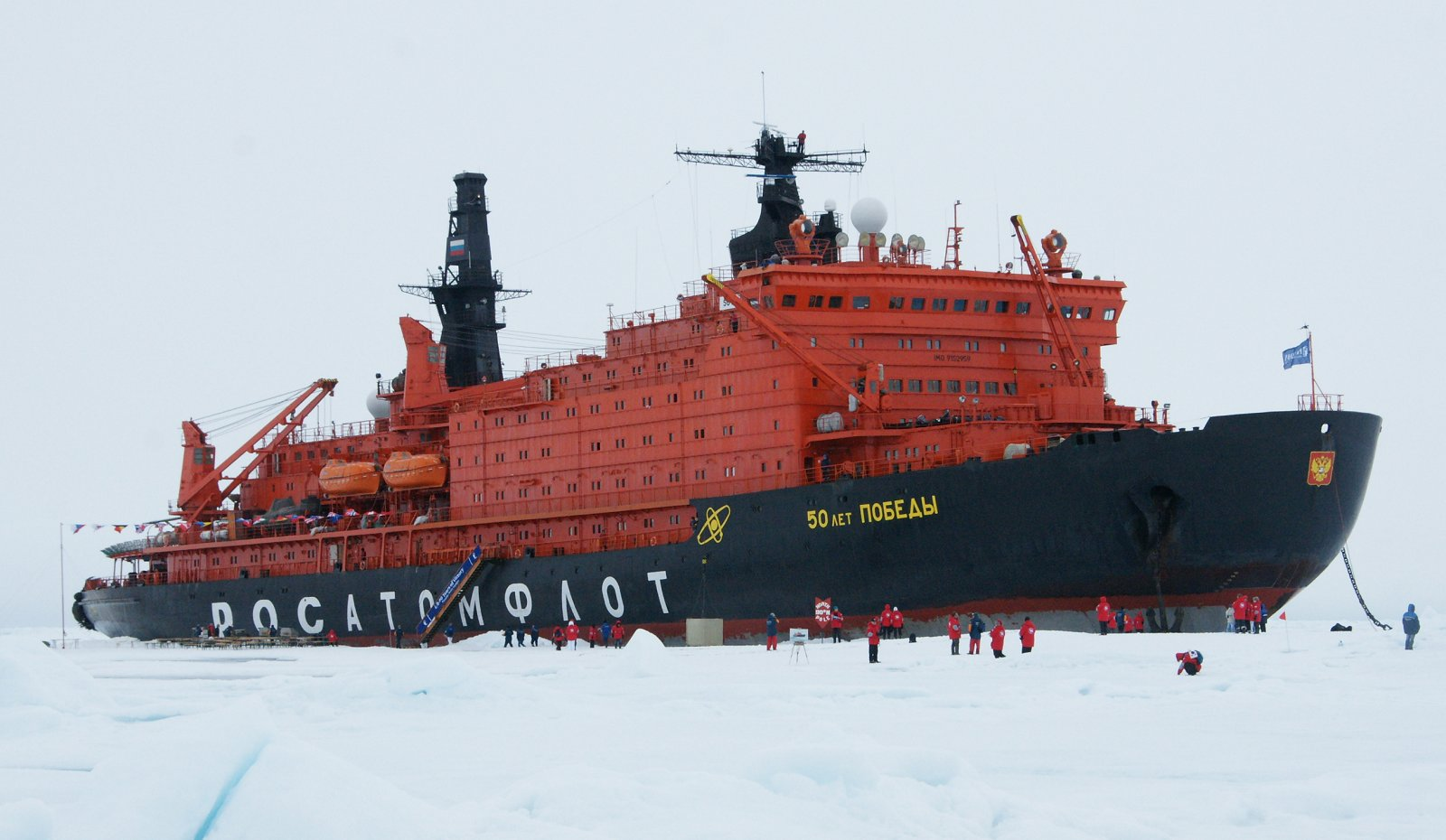
Le brise-glace à propulsion nucléaire russe 50 Let Pobedy (50 ans de la victoire) mis en service en 2007, à proximité du pôle Nord.

Les seuls navires civils à propulsion nucléaire en service dans le monde en 2025 sont les brise-glaces à propulsion nucléaire russes exploités par la compagnie maritime de Mourmansk dans l’océan Arctique en particulier sur la route maritime du nord.
| Nom             | Pavillon | Déplacement (t) | Puissance (MW)      | Mise en service | Retrait           |
| --------------- | -------- | --------------- | ------------------- | --------------- | ----------------- |
| Lenin           | Russie   | 16 000          | 3 × 90 puis 2 × 171 | 1959            | 1989              |
| Arktika         | Russie   | 23 460          | 2 × 171             | 1975            | 2008              |
| Sibir           | Russie   | 23 000          | 2 × 171             | 1977            | 1992              |
| Rossiya         | Russie   | 21 000          | 1 × 171             | 1985            | 2013              |
| Taimyr          | Russie   | 21 000          | 1 × 171             | 1989            | en service (2022) |
| Sovetskiy Soyuz | Russie   | 23 000          | 2 × 171             | 1990            | 2014              |
| Vaigach (en)    | Russie   | 21 000          | 1 × 171             | 1990            | en service (2022) |
| Yamal           | Russie   | 23 000          | 2 × 171             | 1993            | en service (2022) |
| 50 Let Pobedy   | Russie   | 25 168          | 2 × 171             | 2007            | en service (2022) |
| Arktika         | Russie   | 33 530          | 2 x 175             | 2020            | en service (2022) |
| Sibir           | Russie   | 33 530          | 2 x 175             | 2022            | en service (2022) |

### Quantification des navires militaires
En 2002, les cinq grandes puissances nucléaires (États-Unis, Russie, Royaume-Uni, France et Chine) disposaient de 245 réacteurs nucléaires militaires sur 182 navires de guerre. Entre 1954 et 2002, environ 760 réacteurs nucléaires servant à propulser des navires de guerre ont été construits dans le monde. Dans cette liste ne figurent pas les réacteurs nucléaires utilisés pour la production de plutonium, ni ceux embarqués sur des satellites.
- Porte-avions à propulsion nucléaire, équipés chacun de 2 réacteurs à eau pressurisée :
  - Marine nationale française : Charles de Gaulle
  - United States Navy : Nimitz - Dwight D. Eisenhower - Carl Vinson - Theodore Roosevelt - Abraham Lincoln - George Washington - John C. Stennis - Harry S. Truman - Ronald Reagan - George H. W. Bush
- Croiseurs à propulsion nucléaire :
  - Flotte maritime militaire de Russie : Pierre le Grand, Amiral Nakhimov
- Sous-marins à propulsion nucléaire : voir la liste des sous-marins nucléaires en service

## Réacteurs sur barge
Dérivés directement de la technologie des réacteurs de propulsion navale, les réacteurs sur barge ont fait l'objet de plusieurs avant-projets dans les années 1960 tant aux États-Unis (Westinghouse) que dans d'autres pays dont la France.
La première centrale flottante a été la MH-1A (en) de 10 MW construite à partir de 1961 pour l'US Army et en service dans la zone du canal de Panama de 1968 à 1975.
C'est toutefois la Russie qui défriche la voie. Elle est bien avancée avec la centrale nucléaire flottante russe Akademik Lomonosov pour ses territoires du grand Est couplée au réseau électrique en décembre 2019. Le modèle a deux unités de 35 MW électriques basées sur des réacteurs KLT-40 utilisés pour certains brise-glaces (avec un rechargement de combustible tous les quatre ans). Certains navires russes ont été utilisés pour fournir de l'électricité à usage domestique et industriel dans les villes du grand Est et de Sibérie.
La Chine a annoncé, en janvier 2016, la construction de telles structures en 2020.